# Valerie June
Valerie June Hockett (nacida el 10 de enero de 1982), artísticamente conocida como Valerie June, es una cantante, compositora y multiinstrumentista estadounidense originaria de Memphis, Tennessee. Su estilo musical fusiona folk, blues, góspel, soul, country, música de los Apalaches y bluegrass. En la actualidad su discográfica es Fantasy Records. 

## Primeros años
Nacida en Jackson, Tennessee, el 10 de enero de 1982, June es la segunda de cinco hijos. Creció en Humboldt, donde estuvo expuesta a la música góspel en su iglesia local y a R&B y soul a través de su padre, Emerson Hockett, quien también era promotor de conciertos a tiempo parcial.  Durante su adolescencia, trabajó con su padre en Hockett Construction en West Tennessee y ayudó a promocionar conciertos de artistas como Prince, K-Ci & JoJo y Bobby Womack .. Su padre falleció a finales de 2016.

## Carrera musical

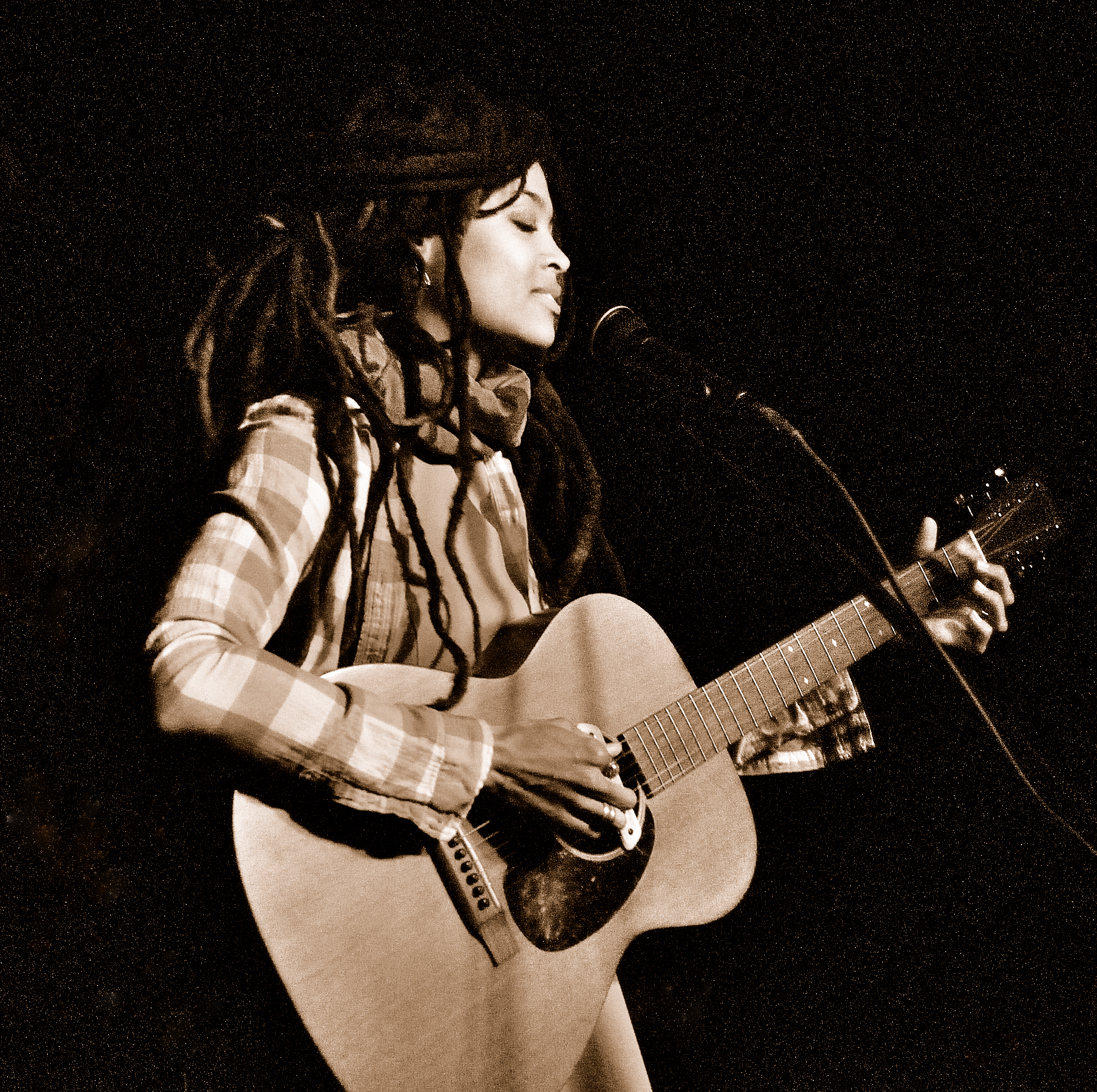
Valerie June en concierto en Ann Arbor, Míchigan, en 2013

### 2000–2009: Inicios de carrera
En 2000, June se mudó a Memphis y comenzó a grabar y presentarse en vivo a los 19 años, inicialmente con su entonces esposo Michael Joyner, en el dúo Bella Sun. Tras su divorcio, comenzó a trabajar como artista solista, combinando blues, góspel y música folk de los Apalaches en un estilo que describe como "música orgánica de raíces de licor de maíz", y aprendió a tocar guitarra, banjo y guitarra lap-steel. Se asoció con el colectivo Broken String de Memphis.
En 2009, fue una artista destacada en la serie en línea de MTV "$5 Cover", que seguía las vidas de músicos de Memphis que intentaban llegar a fin de mes. En 2010, grabó el EP "Valerie June and the Tennessee Express", una colaboración con Old Crow Medicine Show.

### 2010–2015: "Pushin' Against a Stone" y giras
En 2011, fue reconocida por la Comisión de Música de Memphis y el Condado de Shelby en el evento "Emissaries of Memphis Music". Recaudó fondos a través de Kickstarter para grabar un álbum con el productor Craig Street, obteniendo $15,000 en 60 días. Posteriormente, se mudó de Memphis a Williamsburg, Brooklyn. Poco después, el productor Dan Auerbach de The Black Keys la introdujo al productor Kevin Augunas, lo que llevó a la grabación de su álbum "Pushin' Against a Stone" en julio de 2011, coescrito y coproducido por Auerbach y Augunas.
En 2012, June actuó con el productor John Forté en una colaboración llamada "Water Suites" (en la canción de hip-hop-blues "Give Me Water") y con Meshell Ndegeocello en la canción "Be My Husband" . Contribuyó al álbum "Go on Now, You Can't Stay Here: Mississippi Folk Music Volume III" de The Wandering en 2012. Ese mismo año se presentó por primera vez en el Reino Unido, actuando en Bestival y apareciendo en "Later... with Jools Holland" 
Recibió una considerable difusión en radio en Europa en BBC Radio 6, incluyendo una aparición en "Cerys on 6" con Cerys Matthews. Mary Anne Hobbs de XFM comentó sobre June: "Esta mujer ya ha tocado mi corazón, realmente lo ha hecho".
En febrero de 2013, June fue invitada a apoyar a Jake Bugg para la parte británica de su gira. En marzo de 2013, actuó dos noches en South By Southwest. La primera actuación fue el 14 de marzo como parte del Heartbreaker Banquet. El 16 de marzo, actuó nuevamente, esta vez como parte de The Revival Tour. 
Tras autoeditar tres álbumes, su álbum debut como artista firmada, "Pushin' Against a Stone", se lanzó en el Reino Unido y Europa a través de Sunday Best Recordings el 6 de mayo de 2013, y a través de Concord Music Group en agosto de 2013. El álbum incluye varias canciones coescritas con Dan Auerbach de The Black Keys, quien lo coprodujo con Kevin Augunas  El álbum lleva ese título para conmemorar la historia de su vida. June comentó: "Siento que he pasado mi vida empujando contra una piedra. Y los trabajos que he tenido han sido adecuados para sentir verdaderamente cómo los artistas tradicionales que amaba regresaban a casa después de un día duro para sentarse en el porche y tocar melodías hasta la hora de dormir" ". El disco incluye actuaciones de Booker T. Jones, quien coescribió una de las canciones contenidas en el álbum. El tema "Workin' Woman Blues" fue producido e ingenierizado por Peter Sabák en Budapest. June describió la grabación de la canción como "mágica", ya que se completó en aproximadamente 30 minutos. Los dos sencillos lanzados en el Reino Unido y Europa fueron "Workin' Woman Blues" y "You Can't Be Told". 
En 2014, June fue nominada para un Blues Music Award en la categoría 'Mejor Nuevo Artista Debut' por "Pushin' Against a Stone". Apareció en "Austin City Limits" en 2014.

### 2017: "The Order of Time"
Rolling Stone incluyó el segundo álbum de June, "The Order of Time", en su lista de los 50 Mejores Álbumes de 2017, citando "su marca idiosincrática de Americana, profundamente enraizada en blues eléctrico y folk de antaño, dorada en twang country y anhelo gospel... una mezcla de soul hippie espacial, blues y folk con la voz moderna de June en el centro". 
En una entrevista de 2017, a Bob Dylan se le preguntó qué artistas escuchaba y respetaba; June fue una de las artistas que mencionó en su respuesta. 

### 2020–2021:The Moon and Stars: Prescriptions for Dreamers
En 2020, June publicó un lanzamiento digital de tres pistas, Stay / Stay Meditation / You And I, canciones que coprodujo con Jack Splash. Las canciones iban a aparecer en su próximo álbum de estudio.
El 22 de enero de 2021, June anunció su álbum, The Moon and Stars: Prescriptions for Dreamers, que estuvo acompañado del lanzamiento de un nuevo sencillo del álbum, "Call Me A Fool" con Carla Thomas. El video de "Call Me A Fool" fue lanzado en YouTube. Para promocionar el próximo álbum, June hizo varias apariciones en vivo en programas como CBS This Morning, Late Night with Seth Meyers y The Kelly Clarkson Show. En febrero de 2021, June hizo su tercera aparición en KEXP; Sin embargo, debido a la pandemia de COVID-19 en los Estados Unidos, la presentación se grabó desde su casa.
The Moon and Stars: Prescriptions for Dreamers se lanzó el 12 de marzo de 2021 a través de Fantasy Records. El disco fue coproducido por Jack Splash y escrito por June. El álbum recibió elogios de la crítica y obtuvo una puntuación de 85/100 en Metacritic, basada en 10 reseñas de críticos. Pitchfork describió el álbum como su disco "más conmovedor" y "de mayor alcance", y elogió a June por explorar temas de "amor y pérdida" a lo largo del álbum.
En noviembre de 2021, June recibió un Nominación a los Grammy a Mejor Canción de Raíces Estadounidenses por “Call Me A Fool” con Carla Thomas.
Apple presentó la canción de junio "You And I" en su anuncio navideño de 2021.

## Trabajo como escritora

### Maps for the Modern World
June completó un libro que se publicó en abril de 2021 bajo su nombre completo, Valerie June Hockett. Maps for the Modern World, Mapas para el mundo moderno (Andrews McMeel) contiene poemas, obras de arte y homilías que hablan sobre ideas como la conciencia y la atención plena.. La revista Memphis Magazine afirmó que el libro hace "oficial e indiscutible" que June "es una poeta.

## Discografía

### Álbumes
| Álbum                                          | Detalles | En los ránkings | En los ránkings | En los ránkings | En los ránkings | En los ránkings | En los ránkings | En los ránkings | En los ránkings | En los ránkings | Certificaciones |
| Álbum                                          | Detalles | US              | US Sales        | BEL (Fl)        | BEL (Wa)        | FRA             | NED             | SWE             | SWI             | UK              | Certificaciones |
| ---------------------------------------------- | --- | --------------- | --------------- | --------------- | --------------- | --------------- | --------------- | --------------- | --------------- | --------------- | --------------- |
| The Way of the Weeping Willow                  | - Publicación: 2006 - Discográfica: autopublicación - Formatos: CD, digital download                                      | —               | —               | —               | —               | —               | —               | —               | —               | —               |                 |
| Mountain of Rose Quartz                        | - Publicación: 2008 - Discográfica: autopublicación - Formatos: CD, digital download                                      | —               | —               | —               | —               | —               | —               | —               | —               | —               |                 |
| Pushin' Against a Stone                        | - Publicación: 13 de agosto de 2013 - Discográfica: Sunday Best Recordings - Formatos: CD, LP, digital download           | 41              | —               | 26              | 56              | 23              | 34              | 51              | 29              | 56              | - US: 66,000    |
| The Order of Time                              | - Publicación: 10 de marzo de 2017 - Discográfica: Concord Records, Caroline Records - Formatos: CD, LP, digital download | 111             | 30              | 44              | 100             | 90              | 99              | —               | 38              | —               |                 |
| The Moon and Stars: Prescriptions for Dreamers | - Publicación: 12 de marzo de 2021 - Discográfica: Fantasy Records - Formatos: CD, LP, digital download                   | —               | 56              | —               | —               | —               | —               | —               | 41              | —               |                 |

### EPs
| Title                                  | Details                                                                                             |
| -------------------------------------- | --------------------------------------------------------------------------------------------------- |
| Valerie June and the Tennessee Express | - Publicación: 24 de abril de 2010 - Discográfica: autopublicación - Formatos: CD, descarga digital |
| Stay / Stay Meditation / You and I     | - Publicación: 13 de noviembre de 2020 - Discográfica: Fantasy Records - Formatos: descarga digital |
| Under Cover                            | - Publicación: 26 de agosto de 2022 - Discográfica: June Tunes Music - Formatos: descarga digital   |

### Sencillos
| Year                                                                         | Sencillo                                  | Peak positions | Peak positions | Peak positions | Álbum                                          |
| Year                                                                         | Sencillo                                  | US AAA         | BEL (Fl) Tip   | FRA            | Álbum                                          |
| ---------------------------------------------------------------------------- | ----------------------------------------- | -------------- | -------------- | -------------- | ---------------------------------------------- |
| 2012                                                                         | "Workin' Woman Blues"                     | —              | 63             | 127            | Pushin' Against a Stone                        |
| 2012                                                                         | "You Can't Be Told"                       | —              | —              | 94             | Pushin' Against a Stone                        |
| 2017                                                                         | "Astral Plane"                            | —              | —              | —              | The Order of Time                              |
| 2017                                                                         | "Shakedown"                               | 20             | —              | —              | The Order of Time                              |
| 2020                                                                         | "Stay"                                    | —              | —              | —              | The Moon and Stars: Prescriptions for Dreamers |
| 2020                                                                         | "You and I"                               | —              | —              | —              | The Moon and Stars: Prescriptions for Dreamers |
| 2021                                                                         | "Call Me a Fool" (featuring Carla Thomas) | 24             | —              | —              | The Moon and Stars: Prescriptions for Dreamers |
| 2021                                                                         | "Why the Bright Stars Glow"               | —              | —              | —              | The Moon and Stars: Prescriptions for Dreamers |
| 2021                                                                         | "Fallin'"                                 | —              | —              | —              | The Moon and Stars: Prescriptions for Dreamers |
| "—" denotes single that did not chart or was not released in that territory. |                                           |                |                |                |                                                |

### con Bella Sun
- No Crystal Stair (2004), Bella Sun Music